# Банда (Сантијаго дел Естеро)
Банда (шп. La Banda) је град у Аргентини у покрајини Сантијаго дел Естеро. Према процени из 2005. у граду је живело 105.401 становника.

## Становништво
Према процени, у граду је 2005. живело 105.401 становника.
| 1980.  | 1991.  | 2001.  |
| ------ | ------ | ------ |
| 47.701 | 71.877 | 95.178 |